# Žitavany
Žitavany jsou obec na Slovensku ležící v okrese Zlaté Moravce v Nitranském kraji.

## Poloha a přírodní podmínky
Obec leží na rozhraní Pohronské pahorkatiny a Požitavské pahorkatiny v jejich severní části a na úpatí Pohronského Inovce v údolí řeky Žitavy a potoka Bočovky. Katastr má charakter roviny až vrchoviny, rozkládá se v nadmořské výšce mezi 200 a 712 metry. Podklad je tvořen jíly, písky, říčními usazeninami, v oblasti Inovce andezity. Zalesněná je východní část katastru (roste zde nejvíce dub, habr, buk, javor a bříza).

## Historie
Obec s názvem Žitavany vznikla v roce 1960 spojením Kňažic a Opatovců nad Žitavou. V roce 1975 se stala městskou částí Zlatých Moravců, od roku 2002 je opět samostatnou obcí.